# Saint-Morillon
Saint-Morillon is een gemeente in het Franse departement Gironde (regio Nouvelle-Aquitaine). De plaats maakt deel uit van het arrondissement Bordeaux. Saint-Morillon telde op 1 januari 2022 1.817 inwoners.

## Geografie
De oppervlakte van Saint-Morillon bedroeg op 1 januari 2022 20,4 vierkante kilometer; de bevolkingsdichtheid was toen 89,1 inwoners per km².

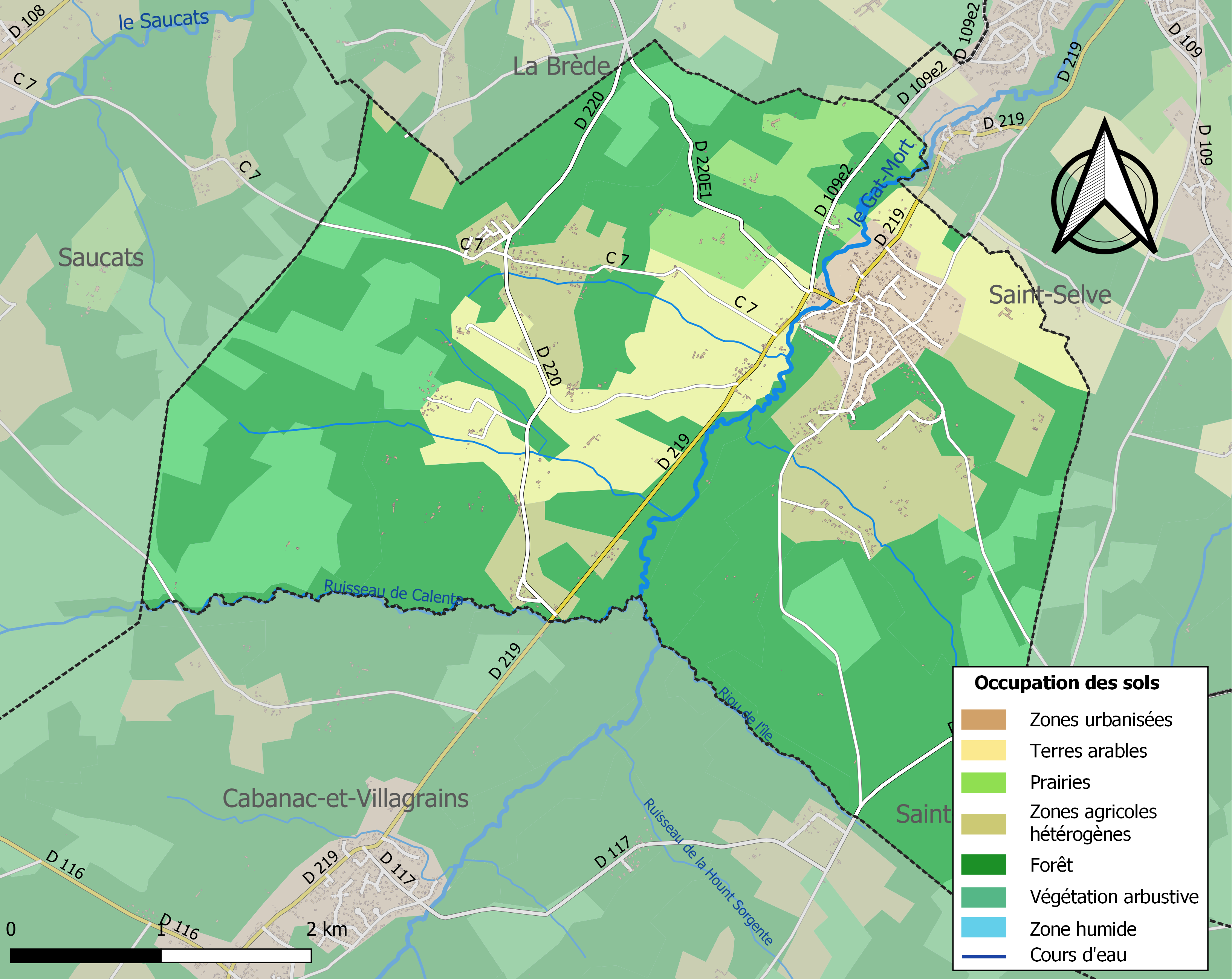
Kaart van de gemeente met belangrijkste infrastructuur, bodemgebruik en omliggende gemeenten

## Demografie
Onderstaande figuur toont het verloop van het inwonertal (bron: INSEE-tellingen).